# Episodi di iZombie (terza stagione)
La terza stagione della serie televisiva iZombie è stata trasmessa in prima visione dalla rete televisiva statunitense The CW dal 4 aprile al 27 giugno 2017.
In Italia è trasmessa dal 14 settembre 2017 su Premium Action, canale a pagamento del pacchetto Mediaset Premium, mentre in chiaro va in onda dal 23 maggio 2018 su La 5.
| n° | Titolo originale                      | Titolo italiano                                 | Prima TV USA   | Prima TV Italia   |
| -- | ------------------------------------- | ----------------------------------------------- | -------------- | ----------------- |
| 1  | Heaven Just Got a Little Bit Smoother | Il paradiso è diventato un po' più piacevole    | 4 aprile 2017  | 14 settembre 2017 |
| 2  | Zombie Knows Best                     | Gli zombie la sanno lunga                       | 11 aprile 2017 | 14 settembre 2017 |
| 3  | Eat, Pray, Liv                        | Mangia, prega, Liv                              | 18 aprile 2017 | 21 settembre 2017 |
| 4  | Wag the Tongue Slowly                 | Muovi la lingua lentamente                      | 25 aprile 2017 | 21 settembre 2017 |
| 5  | Spanking the Zombie                   | Sculacciare lo zombie                           | 2 maggio 2017  | 28 settembre 2017 |
| 6  | Some Like It Hot Mess                 | A qualcuno piace il disordine                   | 9 maggio 2017  | 28 settembre 2017 |
| 7  | Dirt Nap Time                         | Pisolino Porcellino                             | 16 maggio 2017 | 5 ottobre 2017    |
| 8  | Eat a Knievel                         | Vendetta                                        | 23 maggio 2017 | 5 ottobre 2017    |
| 9  | Twenty-Sided, Die                     | Il dado è tratto                                | 30 maggio 2017 | 12 ottobre 2017   |
| 10 | Return of the Dead Guy                | Il ritorno del ragazzo morto                    | 6 giugno 2017  | 12 ottobre 2017   |
| 11 | Conspiracy Weary                      | Stanchi dei complotti                           | 13 giugno 2017 | 19 ottobre 2017   |
| 12 | Looking for Mr. Goodbrain, Part 1     | Alla ricerca del signor Buoncervello - I parte  | 20 giugno 2017 | 19 ottobre 2017   |
| 13 | Looking for Mr. Goodbrain, Part 2     | Alla ricerca del signor Buoncervello - II parte | 27 giugno 2017 | 26 ottobre 2017   |